# Josiana Ubaud
Josiana Ubaud (en francès, Josiane Ubaud) (Marsella, Provença, 10 de maig de 1947) és una lingüista especialitzada en lexicografia i gramaticografia i una botànica occitana. És l'autora de dues obres essencials per al coneixement de l'occità modern, el Diccionari ortogràfic, gramatical i morfològic de l'occità i el Diccionari científic francès-occità.

## Biografia
Josiana Ubaud va ser professora de matemàtiques durant vuit anys abans de dedicar-se a la lexicografia occitana després de tornar al país occità el 1990. Va ser responsable, amb Patric Sauzet, del Gidilòc de 1991 a 2003. És també formadora en etnobotànica en el IUFM (Institut universitaire de formation des maîtres). Ha intervingut en molts programes de ràdio (Divergence FM i France Culture) per parlar de botànica. És membre del consell lingüístic del Congrés Permanent de la Llengua Occitana i escriu articles d'opinió al diari electrònic Jornalet.

## Obres
- Lexic Provençau de Botanica, IEO 13 (1986)
- "Faire de la botanica en occitan", dins Actes de l'UEO, Nimes (1992).
- "La vegetacion mediterranèa", dins Lenga e País, n°25 : CRDP, Montpeller, 1992.
- L'ensalada champanèla, les salades sauvages, obratge collectiu, 2a edició, Les Ecologistes de l'Euzière, Pradas de Les (1994).
- Lo vèrb Occitan, guida complèta de conjugason, amb Patric Sauzet, Edisud (1995).
- "Lei noms occitans d'origina araba" dins Aquò d'Aquí (1995).
- "Lexicografia occitana" dins Lenga e País d'òc n° 30, CRDP de Montpeller (1996).
- Des arbres et des hommes Edisud (1997).
- "Problèmas de nòrma" dins Lenga e País d'òc n° 33, CRDP de Montpeller (1998).
- Lo lengadocian/provençau, dialècte(s) de referéncia ? Arxivat 2016-08-10 a Wayback Machine. 10/09/2011 (en línia)
- Occitan… e grafia « arcaïca »/Lengas d'òc… e « grafié moudèrno » Arxivat 2016-08-10 a Wayback Machine. 10/09/2011 (en línia)
- Pensabèstia ortografic Arxivat 2016-08-10 a Wayback Machine.. 26/02/2013. (en línia)
- Violéncias de lenga, violéncias fachas a la lenga Arxivat 2016-08-10 a Wayback Machine. 31/12/2013 (en línia)
- Orrors lexicalas ensenhadas Arxivat 2016-08-10 a Wayback Machine. 24/01/2014 (en línia)
- Diccionari ortografic, gramatical e morfologic de l'occitan. Canet de Rosselló: Trabucaire. 2011. ISBN 978-2-84974-125-2. Rectificacions en línia: http://www.josiane-ubaud.com/Fautas%20Dicort.doc Arxivat 2020-05-31 a Wayback Machine. (2015)
- Escrichs sus lei femnas, Escrichs de femnas… o pichon lexic illustrat de la misoginia ordinària. Besers: IEO de Lengadòc. 2012. ISBN 978-2-85910-506-8.
- Diccionari scientific francés-occitan: matematica-informatica-fisica-tecnologia-quimia (lengadocian e provençau). Lo Crèç: Nerta edicion. 2014. ISBN 978-2-9549771-0-2.
- Usage des mots oc, occitan, Occitanie à travers les âges Arxivat 2017-07-03 a Wayback Machine.. 20/10/2015. (en línia).